# Obra-Divina
Obra-Divina é um conceito religioso central na doutrina da Instituição Religiosa Perfect Liberty.
No texto que se segue, todo o item 1 deste índice, é uma citação em quase sua íntegra da bibliografia abaixo referida.

## Obra-Divina
"Todos os fenômenos      que acontecem diante de nós, chamamos trabalho de Deus - Obra Divina.
A Obra Divina está em constante mudança e progressivo desenvolvimento. Adaptar-se à Obra Divina significa viver, desenvolver-se e progredir junto a essa Obra Divina.
Nas coisas e fatos em si não existe felicidade ou infelicidade. Isso depende de como encaramos e providenciamos a Obra Divina. Por mais penoso e doloroso que seja, precisamos considerar que o sofrimento é, não só, construtivo e produtivo, como também algo que leva à expressão própria.
Os alpinistas, por exemplo, sem que ninguém lhes peça, desafiam a escalada de uma montanha, enfrentando dificuldades e perigos, empenhando nisso a própria vida. Para eles, tais situações não são infelicidades, mas uma emoção na própria expressão da palavra. Podemos observar grande número de tais exemplos neste mundo.
O 1º Patriarca disse que a maioria das situações de Mishirassê   se origina do sentimento de insatisfação. Tal sentimento é o que não se adapta à Obra Divina, nem se alegra com ela: é um estado espiritual em que não acha graça, nem sente alegria.

### Sobre o "Espelho"
O espelho reflete tudo o que tem à sua frente. Se o objeto é bonito, reflete a sua beleza e se ele é feio, a sua feiura.
Nós também, da mesma forma, refletimos todas as coisas e acontecimentos que nos rodeiam. Se agirmos de maneira negligente, em qualquer campo, teremos um resultado correspondente a esta maneira de agir. Quanto mais empenharmos a nossa sinceridade e dedicação, mais este objeto atua utilmente para nós.
O Segundo Patriarca sempre dizia: "Tudo é a concretização do sentimento" e isto significa que todo fenômeno neste mundo é espelho nosso e o que nós geramos.
Os que têm tendência a se reocupar, deparam com os fatos preocupantes e os pessimistas só vêem fatos que os fazem lamentar.
Interpretar tudo positiva e alegremente é a chave para receber graças e também ter entusiasmo para enfrentar as coisas ativamente.

### O que é "Virtude"
No mundo, existem pessoas que, em quaisquer situações, parecem ter nascido sob o signo de uma boa estrela e suas vidas sempre caminham de modo satisfatório. Existem outras que, pelo contrário, vivem maldizendo a falta de sorte, pois suas vidas sempre tendem para o lado negativo. Cremos que estes fatos não podem ser considerados como meras coincidências de sorte ou azar.
Tais fatos, na verdade, são decorrentes da virtude ou desvirtude que a pessoa acumula.
O valor do ser humano é determinado pela capacidade de ele ser útil para o bem do próximo. Através de acumular bem ativo, gostaríamos de acumular as virtudes.
A oportunidade de acumular virtudes existe em nosso ambiente. Porém, parecem existirem pessoas que as acham facilmente e as que não conseguem achá-la. Os que têm sentimento de preguiça, ganância ou orgulho próprio tendem a perder tais oportunidades.
Nós aprendemos na PL que o Makoto (sinceridade e dedicação) nunca se torna inútil, fazendo surgir um resultado verdadeiro. Conscientizando-se profundamente de que no registro de Deus está sendo registrado tudo, sem nenhum erro, esforcem-se para acumular virtudes para o bem dos seus descendentes e também para a sua própria felicidade.

### Pedir Perdão
Quando os seguidores da PL utilizam o termo "Pedir Perdão" significa fazer um pedido de remissão pela culpa cometida, arrependendo-se pelos erros de sentimentos e comportamentos, jurando reformulá-los.
"Culpa", vista por Deus, encerra não apenas atos errôneos que se cometem, mas também modo de pensar ou sentir. Em outras palavras, Deus exige, infalivelmente, responsabilidade da pessoa que comete atos ou pensamentos que se opõem ao caminho do homem neste mundo. Exige, em forma de "inconveniências" sobre a saúde, o trabalho ou sobre o próprio destino.
Para os que estão nessa situação, Oshieoyá-samá abre o caminho de "Pedido de Perdão". Postar-se diante do Omitamá., refletir profundamente pelo fato e "Pedir de Perdão", fervorosamente, já que jura, doravente, reformular sua falta.
Quanto mais profundo o sentimento de "Pedir Perdão", mais Deus perdoa a culpa da pessoa e, além disso, concede uma grande bênção."

## Considerações finais
O homem estar exposto às obras divinas ; nisto consiste sua vida. Vida é Arte. Artificar, fazer arte, significa fundir-se com o equilíbrio da natureza, da realidade, englobada nessa, também a vida em sociedade.
Ao ter convicção de que tudo é obra divina, pode-se evitar de se deixar controlar pelas emoções negativas, tais como zanga, pressa, receio, tristeza, preguiça, teimosia, reclamação, aflição, etc, perdendo-se o equilíbrio. Assim o homem poderá levar uma vida mais tranqüila e prazerosa, através do auto-aprimoramento, alcançando mais auto-consciência e auto-controle emocional-espiritual.
A base da crença peelista está calcada na emoção de humildade, frente ao indeterminismo do sucesso ou fracasso das ações humanas; tal existência dependente das obras divinas pelo ser humano só poderá ser vivida plenamente através da emoção ou estado de espírito de humildade, caminho para a felicidade neste mundo e base para se praticar arte ( segundo o Preceito 1, "Vida é Arte" ).